# Tubah
Ne doit pas être confondu avec Tubah (Bamenda).
Tubah est une commune (Tubah Council) du Cameroun située dans la région du Nord-Ouest et le département du Mezam.

## Population
Lors du recensement de 2005, la commune comptait 48 542 habitants, dont 13 068 pour Tubah Ville.

## Structure administrative de la commune
Outre la ville de Tubah, la commune comprend les villages suivants  :
- Atogam
- Baforkum
- Bambili
- Bambui
- Djakala
- Finge
- Kedjom Keku
- Kedjom Ketinguh
- Mobwefoumanju
- Nduomilele
- Sabga